# NGC 7073
NGC 7073 é uma galáxia espiral (Sbc) localizada na direcção da constelação de Capricornus. Possui uma declinação de -11° 29' 19" e uma ascensão recta de 21 horas, 29 minutos e 26,0 segundos.
A galáxia NGC 7073 foi descoberta em 25 de Agosto de 1864 por Albert Marth.